# Emilie Otterdahl
Emilie Otterdahl, född Emilie Hansen 7 november 1882 i Köpenhamn, död 20 juni 1971, var en dansk skådespelare.
Hon medverkade i en rad danska stumfilmer åren 1912–1915, samt i tre svenska filmer 1912–1913.

## Svensk filmografi
- 1912 – Ormen
- 1912 – Cirkusluft
- 1913 – Atlantis